# Histoire des routes
L'histoire des routes couvre une période qui commence avec la sédentarisation de l'homme, il y a 10 000 ans, jusqu'à l'Époque contemporaine. Cet article est une synthèse, qui retrace l'évolution des routes et du transport routier dans son ensemble, des premiers sentiers de l'Âge de pierre à l'autoroute moderne, en passant par les voies romaines et les chemins de Saint-Jacques.
Contrairement à d'autres sujets, comme l'histoire de l'informatique, ou encore l'histoire des chemins de fer, l'histoire des routes est très ancienne. De ce fait, il est difficile d'obtenir une vision d'ensemble de celle-ci, puisque les changements sont presque imperceptibles, à l'échelle d'une vie humaine. C'est pourquoi il est presque impossible de présenter une chronologie exhaustive de la genèse de cette technologie indispensable. De plus, les routes ne se sont pas développées de façon uniforme, d'un continent à l'autre, et c'est pour cela que cet article propose un aperçu rapide de l'évolution des routes, à défaut de présenter l'état de chaque route dans chaque région du monde. Cela permet une synthèse historique globale des différentes avancées, en matière de routes. Les techniques scientifiques évoluent cependant et l’utilisation combinée de la télédétection, des systèmes d'information géographiques ou des différents types d'imagerie permet de défricher de nouvelles problématiques.

## Les premières routes

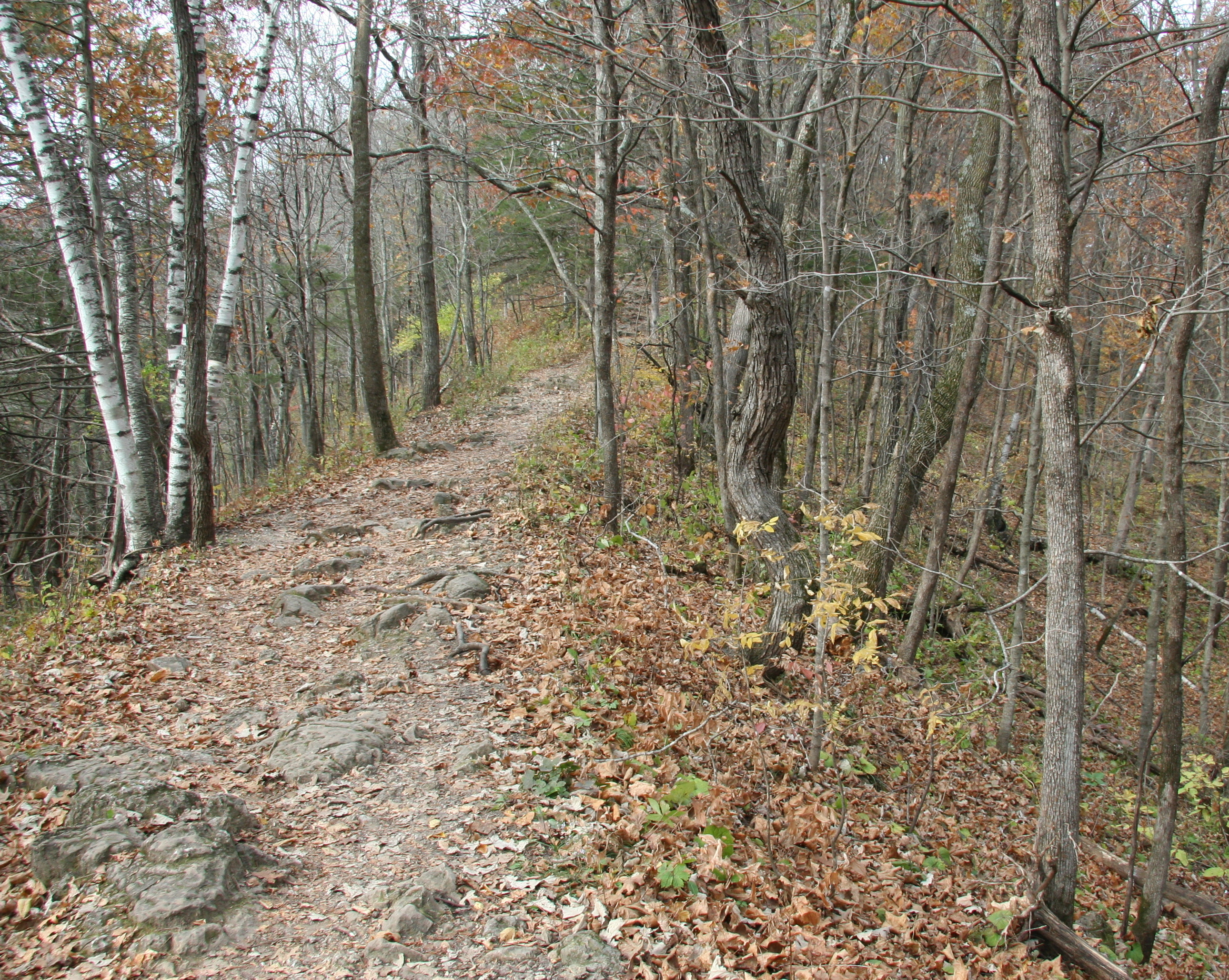
Exemple de sentier, à Whitewater State Park, au Minnesota (États-Unis)

Les premières voies de transports de l'Histoire se résument à de simples sentiers, qui sont la forme la plus primitive de route. En effet, la création d'une piste ne demande aucune connaissance technique, puisque celle-ci se forme de façon naturelle, et aucun entretien. On peut observer la création de sentiers chez de nombreuses espèces animales, comme les fourmis, les oiseaux migrateurs et la plupart des mammifères.
Les sentiers façonnés par des humains, eux, existent depuis leur sédentarisation, il y a plus de 10 000 ans. En effet, c'est avec la sédentarisation que s'installe la routine qui nous fait prendre le même itinéraire de jour en jour, jusqu'à créer un sentier. C'est en Mésopotamie que naquirent les premiers chemins, lorsque les pistes qui reliaient les plus grandes agglomérations mésopotamiennes entre elles finirent par s'élargir pour former des chemins. Contrairement au sentier, ce dernier permet le passage de plusieurs hommes de front. De plus, étant relativement large et dégagé, il facilite le développement du troc, puis du commerce.

### Premiers véhicules

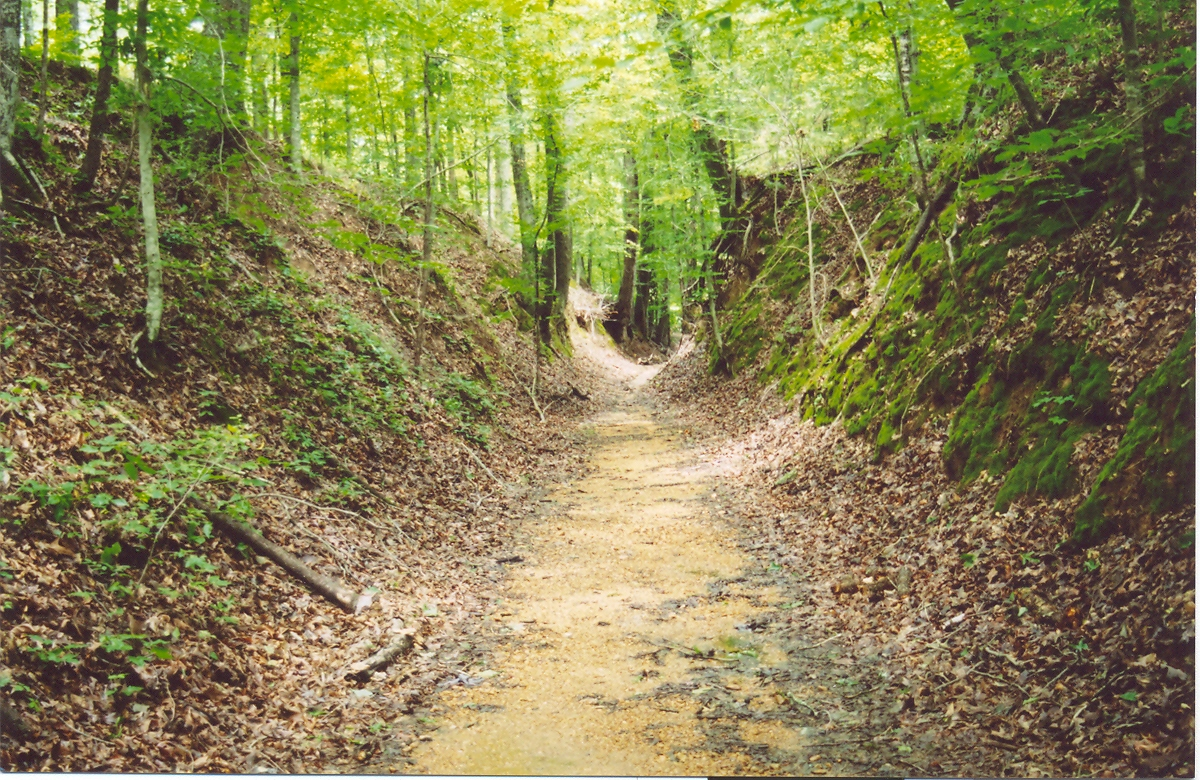
L'ancienne piste Natchez, aux États-Unis

Les premiers convois de marchandises étaient transportés par des chevaux, des bœufs ou même des humains, qui se déplaçaient sur des chemins de terre. Il fallait souvent que le convoi soit suivi par d'autres animaux, chargés eux de nourriture. Jusqu'à une époque très récente, les Amérindiens d'Amérique du Nord se déplaçaient sur de tels chemins. La piste Natchez, longue de 710 kilomètres et qui reliait la ville de Natchez, au Mississippi, à celle de Nashville, au Tennessee, fut ainsi utilisée jusqu'au XIXe siècle. On pense que cette piste fut créée par les déplacements des troupeaux préhistoriques entre les terres salées du Tennessee et les plaines, au sud du fleuve Mississippi,.
Pendant l'Âge de la pierre, les hommes n'avaient pas besoin de construire des routes de transport à travers les plaines. Les premiers sentiers aménagés avaient été créés pour franchir des obstacles, comme des étangs, des cols de montagnes ou des marais. Les premiers aménagements consistaient à couper 
les arbres et à enlever les plus grosses pierres du chemin. Avec le développement du commerce, les pistes furent aplanies par endroits pour rendre le transport de marchandises plus commode. Certains de ces sentiers étaient reliés à un véritable réseau de chemins, permettant l'amélioration de la communication et du commerce, mais aussi l'émergence de gouvernements despotiques centralisés ou au contraire, fédéralistes, dirigeant de vastes régions. L'empire inca, en Amérique du Sud et la Confédération iroquoise, en Amérique du Nord qui ne connaissaient pas la roue, sont des exemples concrets de nations ayant profité de ces réseaux de transport. Le portage sur terre des énormes quantités de métaux précieux par l'empire espagnol pourra profiter des réseaux de chemins de l’Amérique préhispanique, au Mexique, le, Camino Real de Tierra Adentro, étendu par Juan de Oñate en 1598 jusqu’au Nouveau-Mexique, au sud, le Qhapaq Ñan, le réseau de chemins développé par l'Empire Inca. Le trafic s'y fera à pied et avec des animaux de bât.

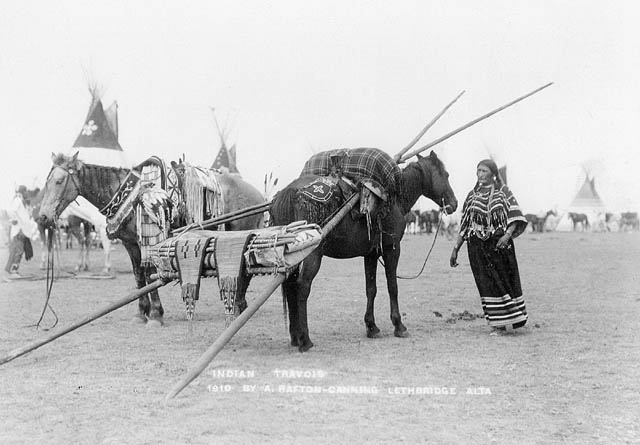
Un cheval traînant un travois fabriqué par les indiens Kainai, en Amérique du Nord, 1910

Au début de l'Âge de pierre, les marchandises étaient transportées sur le dos ou sur la tête des humains. Avec l'apparition de l'élevage, l'utilisation d'ânes, de chevaux et de bœufs, sur lesquels on arrimait la cargaison, se répandit.
Le premier véhicule utilisé pour le transport fut le travois, constitué d'un cadre de bois sur lequel on déposait les charges les plus lourdes. Comme la roue n'apparaît que beaucoup plus tard, au IVe millénaire av. J.-C., les travois étaient traînés à terre par des animaux de trait. Le travois fut sans doute inventé en Asie mineure, durant le VIe millénaire av. J.-C.. Le deuxième véhicule de l'histoire fut le traîneau. Plus difficile à construire que le travois, mais plus facile à faire glisser sur des surfaces lisses, comme la neige ou la glace, il fut inventé vers 5000 av. J.-C.

### L'aménagement des routes

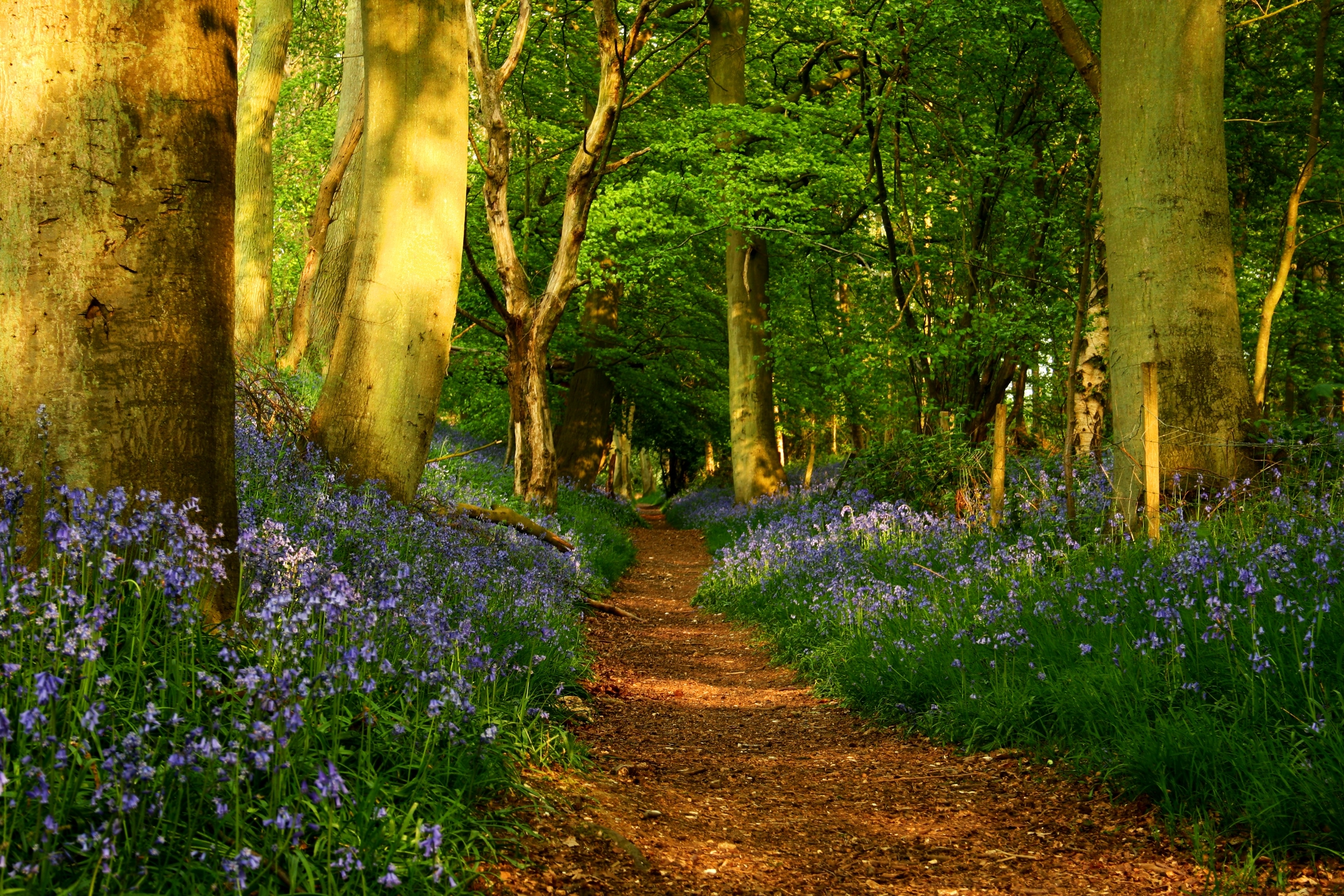
La Ridgeway, à Grim's Ditch, en Angleterre

L'utilisation d'animaux de trait, du travois, puis du traîneau ont conduit à une évolution majeure dans l'histoire des routes. Dès lors, la construction de chemins aménagés devint indispensable. Il en résulte, à partir du Ve millénaire av. J.-C., la construction de longues routes de transport, comme la Ridgeway (en), connue pour être la première route d'Angleterre. Cette route fut construite il y a 5 000 ans. Longue de 139 kilomètres, elle reliait Overton, dans le comté de Wilt, à Ivinghoe, dans le comté de Buckingham. Ce fut également une des premières routes aménagées de l'Histoire, puisqu'elle était construite de manière à éviter les rivières et les collines sur son itinéraire. En Allemagne, de telles routes furent encore utilisées jusqu'au XVIIIe siècle,.
Les premières rues pavées de pierres ont été aménagées en Inde, aux alentours de 4000 av. J.-C. Ces routes furent construites par la civilisation de l'Indus. On les appelle routes Harappéennes, du nom de la ville Harappa. C'est la première civilisation connue à avoir un plan d'aménagement urbain structuré et organisé, avec des rues pavées et des pâtés de maisons de chaque côté. L'architecture harappéenne suit, elle aussi, un schéma strict et organisé.

## L'invention de la roue

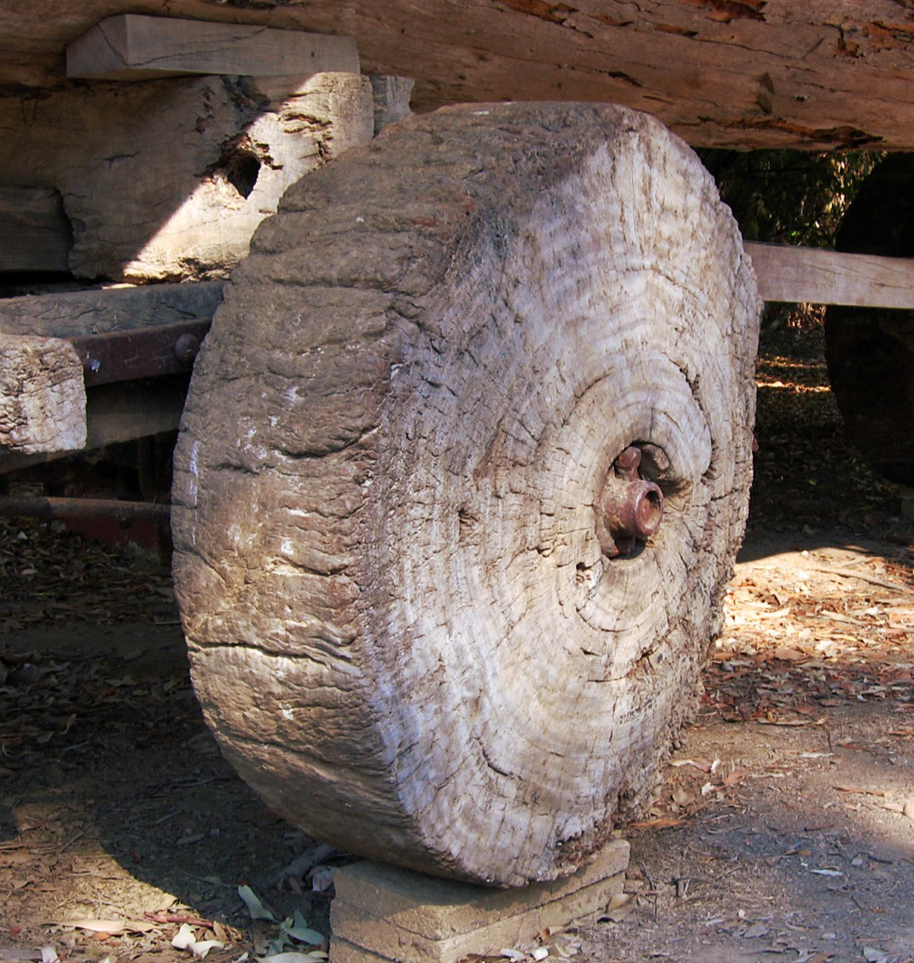
Roue primitive, fabriquée à partir d'un tronc d'arbre.

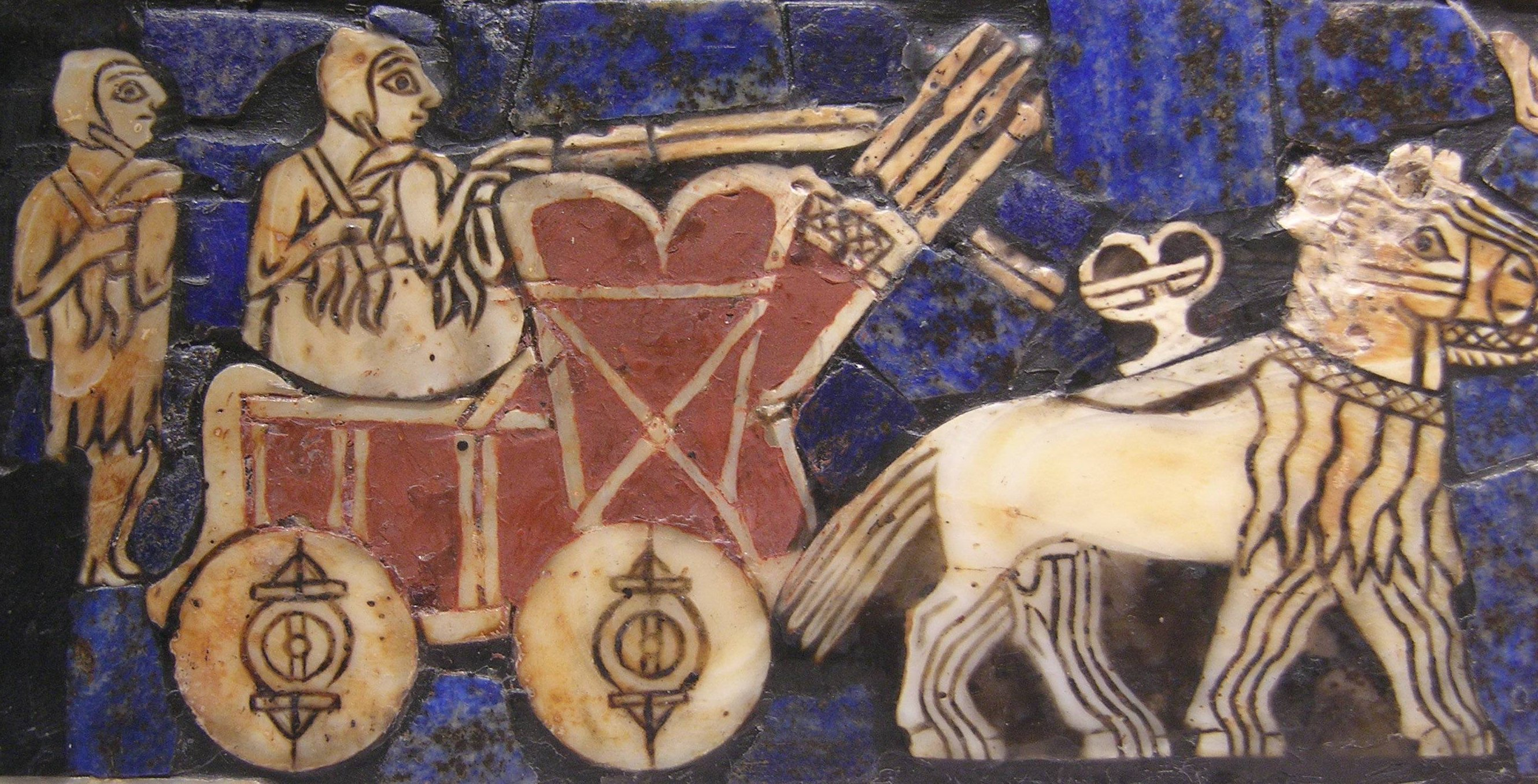
Représentation sumérienne d'un char, tiré par quatre onagres, Ur, IIIe millénaire av. J.-C.

On situe l'invention de la roue au IVe millénaire av. J.-C., à Sumer, dans le bassin mésopotamien formé par le Tigre et l'Euphrate. On suppose que les premières roues furent utilisées pour la poterie, avant même de servir pour le transport. Leur première utilisation dans le transport des marchandises fut d'être attachées à l'arrière des travois pour réduire les frottements. Par la suite, les roues furent fixées sur des essieux en bois qui devaient être graissés régulièrement avec des graisses animales ou des huiles végétales. Les premiers chariots distincts des travois, n'avaient que deux roues. Ils semblent avoir été inventés vers 3000 av. J.-C., en Mésopotamie ou au nord de l'Iran. Ils étaient tirés par des onagres, proches cousins de l'âne.
Les chars à quatre roues se sont développés près de cinq siècles plus tard, vers 2500 av. J.-C. Ils étaient alors uniquement adaptés aux bœufs. De ce fait, les charrettes, plus lourdes que les chariots restèrent longtemps uniquement destinées à l'agriculture. Des chars plus légers, avec seulement deux roues et adaptés aux chevaux, furent inventés au début du IIe millénaire av. J.-C., par la civilisation d'Andronovo, en Sibérie orientale. Les roues de ces derniers étaient pourvues de rayons qui renforçaient leur solidité et leur permettaient d'être beaucoup plus légères. C'est à peu près à la même époque qu'apparurent les premiers harnais, permettant une meilleure utilisation des chevaux pour le transport de marchandises.
Les peuples d’Amérique précolombienne n’ont jamais utilisé la roue pour le transport, mais en connaissaient le principe, et fabriquaient de petits jouets montés sur roulettes.
Si la diversité des routes entretient le portage à dos d'homme et le bât comme modes de transport terrestre antique, l'invention  de la roue développe « l'attelage léger à 2 roues avec timon et joug d'équidés ou d'asiniens, l'attelage lourd à 4 roues ou fardier à roues multiples) tiré par des couples de bœufs en file, auxquels s'ajoute l'exception gallo-germanique de la voiture à brancards et un seul tractionneur ».

## Routes antiques
De l'utilisation de la roue pour le transport routier découla un besoin d'aménager de meilleures routes. La plupart du temps, les matériaux naturels ne sont pas assez lisses pour créer des surfaces suffisamment planes et résistantes pour la création de routes égales. Cela commençait néanmoins à devenir indispensable, dans les plus grandes agglomérations urbaines. Après les premières rues pavées, à Harappa, on vit apparaître des pavages de pierres particulièrement réguliers à Ur, vers 4000 av. J.-C., puis des chemins de rondins, à Glastonbury, en Angleterre, en 3300 av. J.-C. Ces derniers étaient constitués de rondins de bois, fixés ensemble et parfois recouverts de sable. Ils permettaient de traverser facilement des régions marécageuses. À peu près à la même époque, on vit apparaître des routes pavées de briques en terre cuite, dans la vallée de l'Indus, au nord-ouest de l'Inde.
Les avancées technologiques du début du IIIe millénaire permirent le perfectionnement des techniques de taille de la pierre et la construction de nouvelles routes pavées, notamment en Grèce et au Moyen-Orient.

### Civilisation minoenne
Notons aussi, vers 2000 av. J.-C., la construction d'une route pavée de 50 kilomètres, en Crète. Cette immense route, bâtie par la civilisation minoenne traversait l'île par les montagnes pour relier la ville de Cnossos à celle de Gortyne. Le pavement était constitué de blocs de grès épais de vingt centimètres, soudés ensemble par un mortier à base d'argile et de gypse et recouvert par un dallage de basalte. Cette route, qui possédait également des aires d'arrêt, est souvent considérée comme plus avancée que la majorité des voies romaines.

### De l’Égypte à L'Inde, la route de l'encens
La route de l'encens reliait anciennement l'Égypte, l'Arabie et l'Inde. Elle fut créée aux alentours de 2800 av. J.-C. Les marchandises étaient transportées par voie maritime jusqu'au sud-est de la péninsule Arabique, l'encens était alors transporté par caravane de chameaux jusqu'à la cité de Pétra, puis poursuivait sa route en direction d'Alexandrie, en passant par Gaza et Damas. L'encens n'était pas le seul bien qui transitait par là. La route a également servi pour le transport de la myrrhe, de l'ébène, de la soie, de l'or et de nombreuses épices en provenance d'Inde. Elle fut utilisée par les Romains à partir de l'an 42, qui l'améliorèrent et y construisirent des avant-postes. Au VIe siècle, Isidore de Séville fait mention de quelques épices encore importées en Espagne par cette voie. Parmi elles, le poivre, la cannelle, l'amomum, le safran, ou encore la cardamome. Elle fut totalement abandonnée par la suite.

### En Perse, la voie royale
Au Ve siècle av. J.-C., le roi perse Darios Ier fait construire une route immense et d'excellente qualité, qui raccorde la ville de Suse, dans l'actuel Iran, à celle de Sardes, en Turquie. Elle permettait au courriers rapides de franchir les quelque 2 683 kilomètres qui séparent ces deux villes en sept jours,,.

### En Grèce
Les travaux monumentaux de construction des temples impliquèrent un réseau de routes carrossables pouvant supporter des charrois lourds (Mèchanè d'Éleusis).

### Voies proto-historiques et celtiques en Europe
L'Europe du nord et de l'ouest disposait d'un réseau de voies et de points de repère qui a permis depuis la fin du Néolithique jusqu'à l'arrivée de Rome d'organiser les échanges et le déplacement de population. Ces voies ne disposaient pas de revêtement aussi, elles ont été longtemps méconnues par le travail historique. La rapidité avec laquelle les armées romaines conquièrent la Gaule celtique suggère un réseau élaboré de routes (à l'image de la conquête de l'Aquitaine). Il n'en va pas de même en Germanie et le Rhin demeurera un obstacle difficilement franchissable pour Rome.

### Voies romaines

1. Terre tassée
2. Amas de cailloux
3. Ciment romain et gravier
4. Débris de poterie agrégés par du ciment fin
5. Blocs de silex, ou de tuf
6. Trottoir surélevé pour les piétons
7. Bordure

Avec l'avènement de Rome, puis de l'Empire romain, au Ier siècle apr. J.-C., le besoin de routes rapides et fonctionnelles se fit sentir. Premièrement, l'emprise de Rome s'étendant sur un territoire immense, qui allait, sous Trajan, de la Bretagne au fin fond de l'Égypte, les légions romaines devaient pouvoir se déplacer rapidement sur de longues distances. De plus, le commerce était intense entre les différentes régions de l'Empire, ce qui nécessitait un excellent réseau routier, ce qui a été rendu possible grâce à la pratique de l'esclavage. En effet, l'esclavage permet d'engager un nombre colossal d'ouvriers, et à moindre coût. Sous le principat, il y aurait eu jusqu'à 3 millions d'esclaves dans l'Empire romain, soit près de 30 % de la population. C'est ainsi qu'apparurent les voies romaines. La grande originalité de ces voies est la signalisation routière. En effet, le réseau romain bénéficie d'une signalisation très moderne. Des bornes kilométriques, dites bornes milliaires jalonnent les routes, indiquant aux voyageurs les distances et les directions.
La voie romaine classique répond à un schéma de construction précis. D'abord, une fosse profonde de 110 à 150 centimètres est creusée. Le sol au fond de la fosse est nivelé et, éventuellement, tassé. On étale ensuite une couche de cailloux grossiers au fond de la fosse. L'épaisseur de cette dernière peut varier entre 30 et 60 centimètres. La troisième étape consiste à étaler un lit de gravier, épais 25 centimètres, puis une couche de sable, ou de ciment, dont la profondeur peut varier entre 30 et 50 centimètres. Le revêtement final était souvent constitué de dalles de pierre ou d'Opus caementicium, sorte de béton romain.
|  |  |

## Les routes au Moyen Âge
Le Moyen Âge en Europe est une période de régression dans l'histoire de la route. En effet, l'immense réseau de voies romaines se détériore, faute d'entretien. Dans le reste du monde, l'évolution fait son chemin. La technologie du monde arabe fait un bond en avant, notamment avec l'invention de l'astrolabe et du zéro mais aussi avec la découverte de procédés révolutionnaires dans la construction des routes. Il faudra attendre le XIe siècle, et les premières croisades pour que l'Europe puisse profiter de ces nouvelles technologies.

### Monde arabe
Dans le courant du VIIIe siècle, en Arabie, on remarque un type de route très moderne. Il s'agit des toutes premières routes goudronnées. En effet, les routes de Bagdad, ville située dans l'actuel Irak, furent pavées avec un revêtement goudronné. Ce goudron était dérivé du pétrole présent dans les gisements de naphte qui était distillé à haute température pour obtenir une pâte brûlante noire à l'odeur âcre.

### Inde
Vers 1545, l'empereur pachtoune Sher Shâh Sûrî ordonne la construction d'une route longue de 2 600 km. Les Européens lui donneront de nom de Grand Trunk Road ou Grande Marche. Cette artère qui remplacera l'ancienne, construite sous l'Empire Maurya, reliera la ville de Chittagong, au Bangladesh, à celle de Kaboul, en Afghanistan, en traversant notamment Delhi et Lahore. La Grand Trunk Road fut pendant des siècles l'une des artères commerciales les plus importantes d'Asie. Elle fut décrite par Rudyard Kipling comme « un fleuve de vie comme il n'en existe pas d'autre au monde »,.

### Les routes de pèlerinage
Par définition, un pèlerinage est un cheminement spirituel vers un lieu considéré comme saint, parce qu'il est le siège d'une religion, son berceau, ou encore le lieu de naissance d'un prophète. Les pèlerinages étaient particulièrement courants au Moyen Âge, de par le pouvoir immense du clergé durant cette période, notamment en Europe.

#### Christianisme
Les premiers récits de pèlerinages chrétiens en Terre sainte remontent au IVe siècle. À l'époque, les pèlerinages sont rarement effectués dans un but de pure piété. On chemine souvent dans l'espoir d'une guérison miraculeuse, ou pour expier ses fautes et obtenir ainsi le salut. Parmi les pèlerins, on trouve aussi de nombreux commerçants qui profitent de l'occasion pour effectuer des transactions.
Les pèlerinages les plus fréquents de la chrétienté sont les pèlerinages de Jérusalem, de Rome et de Saint-Jacques-de-Compostelle. Ce dernier est encore très emprunté, puisque 192 488 pèlerins s'y sont rendus, en 2012. Le chemin le plus utilisé étant le Camino francés (Chemin des Francs), foulé par quelque 134 973 pèlerins, en 2012, et long de 1 731 km depuis Paris.

#### Islam
Dans la religion musulmane, le pèlerinage est appelé hajj, ou hadj. Il est effectué à la ville sainte de l'islam : La Mecque. Le hajj a lieu chaque année entre le 8e et le 13e jour du mois lunaire de Dhou al-hijja, ce qui correspond, en 2013 pour le calendrier grégorien (1434 pour le calendrier musulman), au 13e et 18e jour du mois d'octobre. Le premier pèlerinage musulman vers La Mecque a été effectué en l'an 629 du calendrier julien, par le prophète Mahomet. Le grand pèlerinage de La Mecque est considéré comme l'un des cinq piliers de l'islam, rendu obligatoire par le Coran pour toute personne qui en a la capacité financière et physique.
Dans la tradition musulmane, le Grand pèlerinage de la Mecque est l'objet de grand prestige. En 2012, près de 4 millions de pèlerins ont participé au hadj,.

### Les grandes routes commerciales

#### La route de la soie
La route de la soie aurait été créée au IIe siècle av. J.-C., par l'empereur chinois Han Wudi, de la dynastie Han,. On trouve cependant des traces de commerce antérieur à cette date, alors que le marchandises transitaient notamment par la route du jade. Les Romains, eux, faisaient acquisition de la soie, dont ils étaient très friands, par l'intermédiaire des Parthes. La voie commerciale construite par l'empereur Han reliait la ville de Chang'an, au centre de la Chine, à celle d'Antioche, en Syrie, permettant ainsi à ces deux villes, éloignées de plusieurs milliers de kilomètres, de commercer. La route de la soie fut notamment empruntée par Marco Polo, pour son voyage en Chine, au XIIIe siècle.
Elle servait à transporter de la soie, entre l'Orient et l'Occident, mais aussi de nombreux autres biens commerciaux comme du lin, de la jade, de l'ambre, de l'ivoire, du verre, du corail, de la  laque, de la laine, de la porcelaine, mais aussi de nombreuses pierres et métaux précieux. Les trajets s'effectuaient souvent dans des caravanes de cinquante à mille chameaux, ou à dos de yack. Ce sont les Sogdiens, venus de la région de Samarcande, dans l'actuel Ouzbékistan, qui furent les marchands les plus actifs de la route, notamment entre le VIe et le VIIIe siècle. Leurs talents de polyglottes et leur position centrale leur permirent d'acquérir une grande richesse, autant matérielle que culturelle. L'utilisation de la route se mit à décliner lentement à partir du XIVe siècle, notamment à cause de la chute de l'empire mongol, mais aussi à cause de l'avènement de la route maritime dite, "des épices". La longueur du trajet, qui durait parfois plus d'un an, et se déroulait dans des conditions climatiques extrêmes, a également favorisé l'abandon progressif de la route de la soie.

#### La route de l'ambre
La route de l'ambre est, avec la route de l'étain, l'une des plus importantes voies de commerce de l'Antiquité classique. Cette route reliait dès l'âge du bronze la mer Baltique à la mer Méditerranée en suivant le cours de la Vistule, de l'Elbe et du Danube.

#### La route du sel
La route du sel désigne les routes commerciales d'échanges et de commerce, par laquelle le sel fut transporté depuis les régions de production vers les régions qui en manquaient.

## La Renaissance
À partir du XVe siècle, les routes commerciales continentales traditionnelles, menant notamment aux foires de Champagne, commencèrent à être moins empruntées, vu l'essor du transport maritime.
Le XVIe siècle connaît une vitalité économique exceptionnelle. Routes commerciales internationales, découvertes de nouvelles routes maritimes dans l'Atlantique et vers les Indes orientales et occidentales. Les anciennes mines d’argent rapportent plus grâce aux progrès accomplis dans les techniques d’exploitation minière. La quête des métaux précieux, or et argent, compte parmi les principales motivations de l'expansion coloniale espagnole.

### Routes commerciales

#### La route de l'argent
Les flux de marchandises étaient principalement réalisées par mer via la flotte des Indes sur l'Atlantique et le galion de Manille sur le Pacifique. Le portage sur terre ferme se faisait à pied, avec des animaux de bât et pouvait profiter des réseaux de chemins de l’Amérique pré-hispanique: Au Mexique, le, Camino Real de Tierra Adentro, étendu par Juan de Oñate en 1598 jusqu’au Nouveau-Mexique, Au sud, le Qhapaq Ñan, le réseau de chemins développé par l'Empire Inca. À Portobelo (Panama) se tiennent des foires où les Indiens - les Peruleros - même les plus éloignés (particulièrement ceux de Lima) apportent leur argent et autres marchandises qui consistent en lingots d'or, barres d'argent, pièces de huit, perles, poudre d'or, laines de vigogne, bois de campêche qui sert aux teinturiers, cacao, etc... D'autre foires se tiennent à Buenos Aires et à Vera Cruz.

#### La route du mercure
La production de l'argent est étroitement liée à la production d'un autre métal, le mercure qui entre pour une part considérable dans les frais d'extraction. Encore au XIXe siècle, Le procédé d'amalgamation à froid, qui est le plus usité dans les mines américaines, exige un capital considérable en mercure. On n'en consomme pas moins de 3 kilogrammes pour obtenir 2 kilogrammes d'argent. Le mercure se trouve généralement sous forme de cinabre. Quelques filons remarquable sont historiquement exploitées: le plus important des gisements est Almadén en Espagne, connu depuis l’Antiquité, le second en importance, Idrija, dans l'actuelle Slovénie, découvert en 1490 ; les mines de Mont Amiata en Italie également connues depuis l’Antiquité ; Huancavelica, au Pérou, découvert en 1564. Au début du XVIe siècle, la mine d'Idrija se développe sous le contrôle de la république de Venise, qui fait appel à des maîtres mineurs allemands et commercialise, le mercure partout en Europe centrale, en Méditerranée orientale et en Flandre. Alors que l'exploitation dans les Andes a profité de la découverte des dépôts de mercure à Huancavelica, la Nouvelle-Espagne a dû importer massivement du mercure des mines européennes. Le Patrimoine du mercure. Almadén et Idrija rend compte de la contribution importante à l'histoire de l'humanité qu'ont eu l'exploitation ces deux sites. Les routes terrestres du mercure ont laissé des vestiges à leur départ, à Almadén vers les ports de l’Andalousie et à Idrija vers Trieste.

#### La poudre noire
Pedro Navarro innove dans l'art de la sape en employant la poudre noire. Le Col de Larche est franchi à coup d'explosif par l'armée de François Ier en 1515.

### Routes et artillerie
Plus que jamais les nations européennes se font la guerre. Les lourdes pièces d’artillerie ne peuvent se déplacer en dehors des routes principales, et les villes à l'intersection des chemins, largement pourvues en garnisons, qui deviennent la cible de l’artillerie, sont érigées en places fortes. L'artillerie de siège est devenue si efficace que les techniques de fortification doivent être repensées de fond en comble, donnant naissance au tracé à l'italienne : le tracé bastionné.

## XVIIIesiècles
À la fin de la Renaissance, comme les états devenaient plus riches, de nouvelles routes et de nouveaux ponts furent construits, souvent basés sur le modèle romain.

### Routes à péage

#### En Grande-Bretagne
Entre 1725 et 1737, le général George Wade fit construire une route de 250 milles, soit près de 400 kilomètres de routes et quarante ponts, dans le but d'accroître le contrôle de l'Angleterre sur l'Écosse. Cette route fut bâtie sur le modèle romain, avec un revêtement constitué de dalles en pierre, reposant sur un lit de gravier d'une profondeur typique de 2 mètres. Aux dires de Thomas Telford, les pierres du revêtement « étaient si mal alignées et si rugeuses qu'elles en devenaient inadaptées à l'utilisation civile »,.
Comme le trafic augmentait, les routes se détérioraient. On vit alors apparaître des routes à péage, entretenues par les Turnpike Trusts, plus particulièrement entre 1730 et 1770. Certains prétendirent que ces routes payantes permettaient de réduire de deux tiers le temps nécessaire pour rallier York depuis Londres. Entre 1753 et 1810, John Metcalf fait construire quelque 300 kilomètres de routes à péage dans le Yorkshire, le Lancashire, le Derbyshire et le Cheshire. Il comprend l'importance d'un drainage efficace et recouvre ses routes d'une couche compacte de petites pierres cassées aux arêtes tranchantes, à la place des pierres arrondies, utilisées traditionnellement dans la construction des routes. C'est à partir de ce moment que les constructeurs de routes britanniques comprirent l'importance d'utiliser des pierres nues, sans lichens, et qui soient dénuées de toute présence végétale, pour construire des routes résistantes au temps.

#### Aux États-Unis
Aux États-Unis, des routes à péage furent également bâties. Elles étaient construites par des compagnies privées qui recevaient une franchise du gouvernement. Le plus souvent, elles remplaçaient une route plus ancienne devenue trop étroite pour sa fréquentation. Les routes de planches, ou Plank roads étaient particulièrement attractives, puisqu'elles permettaient de réduire les frottements de manière significative et évitaient que les roues ne s'embourbassent dans la terre par temps pluvieux.
La construction de routes aux États-Unis fut soutenue de longue date. Ainsi, entre 1793 et 1812, l'État de Pennsylvanie a engagé 55 compagnies de routes à péage. Comme le système routier s'étendait, le trajet Boston-Washington en diligence fut réduit à quatre jours, à partir de 1815. Cependant, les subventions manquent car la politique interne quant aux aménagements routiers ne fait pas l'unanimité. C'est sous la présidence de John Adams, puis celle de Thomas Jefferson, que la construction de ponts et de routes fut le plus encouragée, ces derniers ayant œuvré pour donner aux États les prérogatives nécessaires à l'aménagement de nouvelles routes. À cette époque, l'ampleur des problèmes de transports était telle qu'aucun État ni aucune corporation privée ne semblait être à même de répondre à la demande croissante du peuple, en matière de réseau routier. C'est en 1807 qu'Albert Gallatin lança un gigantesque projet de construction et rénovation des routes, dont le coût est estimé à 20 000 000 dollars américains,.

### En France, les ponts et chaussées

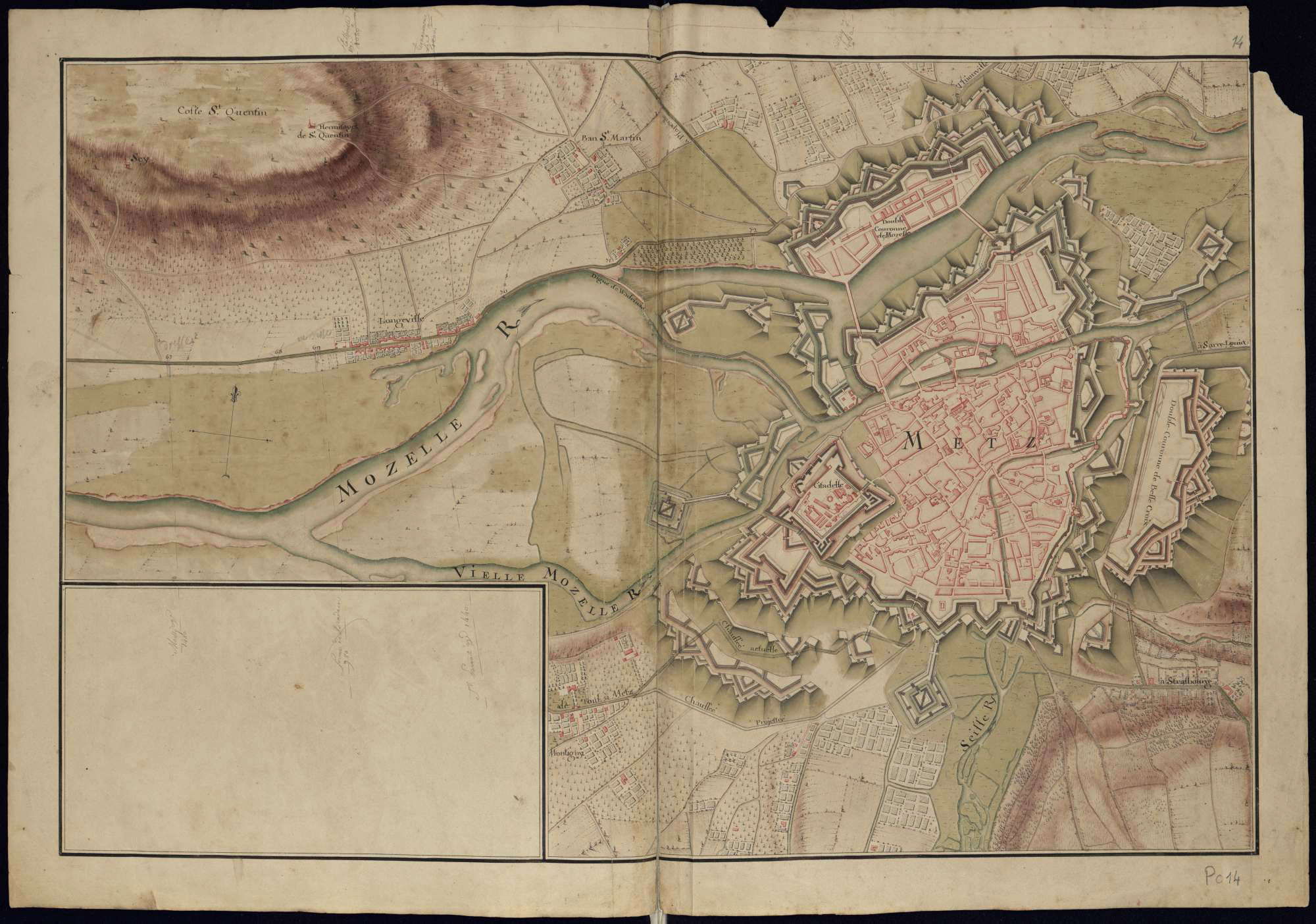
Atlas de Trudaine pour la généralité de Metz

À la fin du XVIIe siècle, de multiples indicateurs relayent le même constat de l'état déplorable de la quasi-totalité des chemins et des routes de France, ce qui nuit aux communications et à l’activité économique des villes et de leur arrière-pays, en particulier pour la circulation des produits agricoles et manufacturés. Colbert est convaincu que les voies de communication jouent un rôle très important pour la prospérité du royaume. Pour favoriser les exportations des produits français à l’étranger, les travaux et les fonds sont dirigés sur les voies qui mènent aux grands ports et aux frontières du royaume. Toutefois à la fin de son mandat, le tableau n’est pas plus flatteur.
Avant Colbert, dans les travaux des ponts et chaussées, le roi ne fait exécuter lui-même des travaux que dans des cas assez rares et ne cherche donc pas à réunir des hommes de l'art spécialement habiles. Il a seulement à sa disposition depuis la fin du Moyen Âge et spécialement depuis Henri IV, des ingénieurs militaires pour les travaux de fortifications qu'il fait exécuter ou pour le siège des places de guerre. (Car c'est la science que doit initialement posséder un ingénieur, « laquelle consiste principalement dans la connaissance de la géométrie, de la fortification, de l'attaque et de la défense des places»). À partir de 1668, on voit des arrêts du conseil qui commettent des architectes ou ingénieurs pour certains travaux avec le titre d'ingénieur du Roi, d'ingénieur ordinaire de Sa Majesté, quelquefois avec le titre d'inspecteur des ouvrages des ponts et chaussées. La plupart des généralités ont ainsi un ingénieur, quelquefois pris parmi les ingénieurs militaires, avec lequel Colbert correspond directement et qu'il surveille lui-même. Fin 1712, ils acquièrent le caractère de fonctionnaire public exclusivement occupés par leur emploi, mais ils ne sont rattachés les uns aux autres par un lien hiérarchique qu'à partir de 1716. Daniel-Charles Trudaine chargé du détail des ponts et chaussées crée en 1744 un bureau de dessinateurs chargés de réunir et de rapporter les cartes générales des routes, accompagnées de tableaux détaillés de leur situation, indiquant les zones des paroisses voisines dont les habitants devaient être appelés à fournir la corvée. Une école y est adjointe qui a pour rôle de former le personnel nécessaire à la conduite des travaux. Le stage chez les dessinateurs conduit à la qualité d'élève, parmi lesquels on choisit des sous-inspecteurs, des sous-ingénieurs, des contrôleurs des travaux, personnel « subalterne » régulièrement évalué sur sa capacité de travail et les mœurs de chacun d'eux. Ceux qui ne sont pas jugés convenir au service des ponts et chaussées sont réformés. Le passage d'une classe à l'autre se fait par concours. Cette large et forte organisation qui englobe tout le corps des pont et chaussée fait du titre d'ingénieur de ce corps le terme et la récompense d'une longue série d'épreuves où il faut toujours se montrer digne des positions successivement acquises, et donne à ce titre une haute valeur. En 1772 est créé l'uniforme, destiné à faire reconnaître et par suite à faire respecter les ingénieurs dans l'exercice de leurs fonctions. Couronnement de la constitution du corps, la création de l'assemblée des ponts et chaussées contribue au progrès de l'art de l'ingénieur, dont celui de la construction des ponts.
Parmi les membres du corps, l'histoire des techniques d'empierrement des chaussées est redevable à Pierre Marie Jérôme Trésaguet
En dehors du corps des ponts et chaussées et de ceux qui aspirent à y entrer se trouvent les conducteurs et les piqueurs spécialement chargés de conduire les travaux de la corvée. Les piqueurs tirent leur nom de ce qu'ils piquent sur les états les noms des corvéables présents sur les chantiers. Car les ouvrages de voirie sont encore et toujours réalisés selon le rouage essentiel du système politico-économique médiéval : la corvée et plus particulièrement la corvée royale.
Une véritable “révolution routière” marque la France entre 1716 et 1789 : l’État mène une politique volontariste et centralisée de modernisation du réseau, transformant un territoire morcelé en un espace de circulation planifié et hiérarchisé. Sous l’impulsion du Corps des Ponts-et-Chaussées, créé en 1716, et grâce à l’action de figures telles que Trudaine et Perronet, se met en place un schéma en étoile centré sur la capitale, destiné à servir aussi bien les besoins militaires qu’économiques et administratifs.
Les innovations majeures incluent la systématisation de l’empierrement “à la romaine” (revêtements en pierres concassées standardisées), le perfectionnement du bombement pour le drainage, la généralisation des bases scientifiques dans la conception des ouvrages routiers et la fondation de l’École des ponts et chaussées (1756).
L’État élabore alors un vaste programme de classification, de planification et de standardisation : routes royales/nationales, routes secondaires, chemins vicinaux, avec des largeurs réglementées et une priorité accordée aux axes d’intérêt stratégique (vers l’est et le nord-est). Le rythme de construction s’accélère (environ 800km/an dans les années 1780), malgré les disparités régionales importantes. En 1787, le réseau compte près de 45,000km de routes construites dont les trois-quarts correspondent au programme élaboré un demi-siècle plus tôt.
Ce bouleversement repose en grande partie sur la mobilisation de main-d’œuvre par la corvée royale obligatoire, critiquée par les philosophes et les économistes du temps. La construction et, surtout, l’entretien deviennent des enjeux majeurs : le métier de cantonnier apparaît, représentant une professionnalisation nouvelle du travail routier.
Les bénéfices attendus de cette révolution des réseaux sont débattus : tandis que l’État, les élites urbaines, les militaires et les marchands valorisent la création d’un marché intérieur unifié et le désenclavement de certaines campagnes, beaucoup de ruraux subissent ou contestent les coûts humains et fonciers associés à la corvée et à l’expropriation non indemnisée.

### Progrès techniques

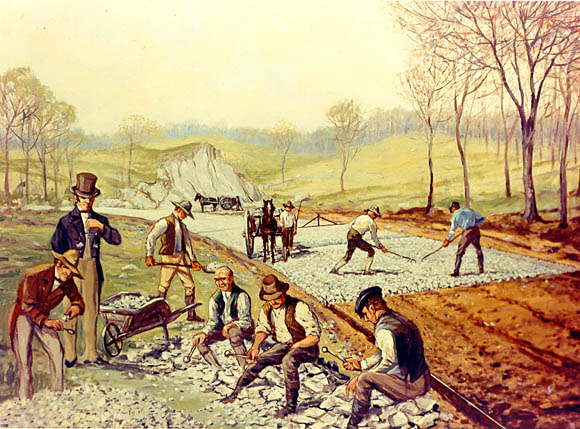
Construction de la première route macadamisée aux États-Unis (1823). Au premier plan, les travailleurs cassent les pierres « afin qu'elles ne dépassent pas 6 onces de poids ou passent un anneau de deux pouces »

#### Trésaguet
En France, Pierre Marie Jérôme Trésaguet est connu pour avoir établi le premier une approche scientifique de la construction de routes, vers 1764. Il écrivit ensuite un memorandum à propos de cette méthode, qui devint une référence en France. La principale évolution par rapport aux voies romaines se fit par la compréhension que le rôle principal de la couche profonde était de transférer le poids de la route et la pression exercée par les véhicules à la terre, ce qui prévenait le sol d'éventuelles déformations. De ce fait, la couche inférieure n'avait plus à être une structure auto-porteuse. Le revêtement externe offrait aux véhicules une surface lisse, en protégeant les larges dalles de pierre de la couche plus profonde. Trésaguet comprit aussi l'importance du drainage et fit creuser de profondes tranchées sur le bord des routes, mais il insista également pour construire ces routes au fond de fossés, ce qui annihila cette action. Trésaguet introduit également le concept de maintenance des routes, en assignant à un ouvrier la charge de garder un certain tronçon de route en l'état.

#### Telford
L'ingénieur écossais Thomas Telford (1757-1834) permit aussi une avancée substantielle dans le domaine de l'ingénierie routière. Sous sa supervision, 1 500 km de routes et près de mille ponts furent bâtis, entre 1802 et 1822, en Écosse. Il se basait sur la méthode de Trésaguet, mais en utilisant un système plus complexe et coûteux d'organisation des pierres dans la couche profonde. Sa principale amélioration, par rapport à la méthode de Trésaguet, fut de surélever légèrement la route, par rapport au niveau du sol, de façon à optimiser le drainage.

#### McAdam
Les premières routes modernes furent construites par l'ingénieur écossais John Loudon McAdam (1756-1836). Il a développé un matériau peu coûteux constitué de terre et de graviers agglomérés, connu sous le nom de macadam. Il avait remarqué que les coches, qui avaient d'étroites roues de fer, et se déplaçaient à grande vitesse, endommageaient les routes. Cependant, il nota aussi que les tronçons faits de petites pierres concassées étaient plus résistants au passage des coches, que ceux recouverts de grandes dalles de pierre. Il proposa alors de créer des routes avec trois couches de pierres, les deux premières étant constituées de granulats cassés à la main, sur une profondeur de 20 cm et la troisième de granulats plus petits, sur une épaisseur de 5 cm. Chaque couche était rendue compacte par le passage d'un rouleau compresseur, ce qui fixait la couche et supprimait tout risque de glissement. Les routes de McAdam se révélèrent ainsi être deux fois plus solides que celles construites par Telford. Il insista également pour élever le niveau des routes, pour assurer un bon drainage. Plus tard, les constructeurs de routes se mirent à remplir les interstices avec du sable, augmentant ainsi la solidité des routes. La technique de McAdam fut appliquée dès 1820 en Australie et aux États-Unis et dès 1830 en Europe continentale.

## La révolution industrielle
Alors que les routes dominaient l'économie jusqu'à la fin du XVIIIe siècle, cette dernière dut faire place, pendant la révolution industrielle, à d'autres moyens de transport, plus efficaces et moins coûteux. En effet, au début de la révolution industrielle, les routes ne permettaient pas de transporter de lourdes charges, surtout après une pluie. Le transport du charbon, indispensable pour faire fonctionner les moteurs à vapeur, devait se faire par voie fluviale, à travers un réseau de canaux. Un cheval qui transporte 120 kg par la route est capable de tracter une charge 400 fois supérieure, depuis la berge d'un canal. L'apparition du chemin de fer, avec la construction de la ligne qui reliait Saint-Étienne à Andrézieux, ordonnée le 26 février 1823, réduisit encore plus l'importance de la route.

### L'invention de l'automobile

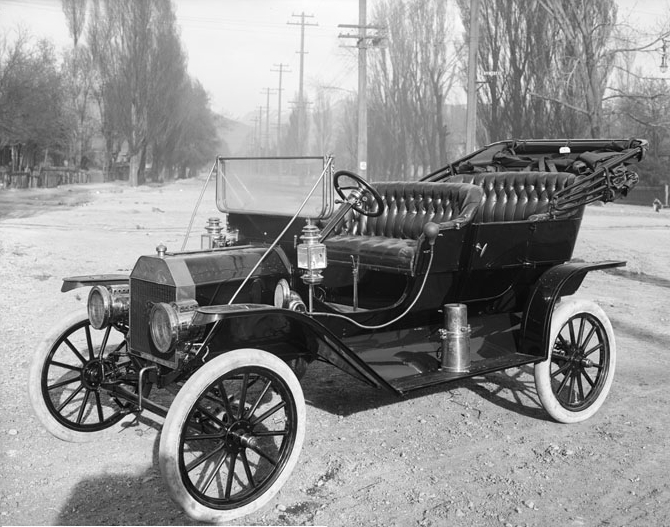
La Ford T, première voiture produite en série.

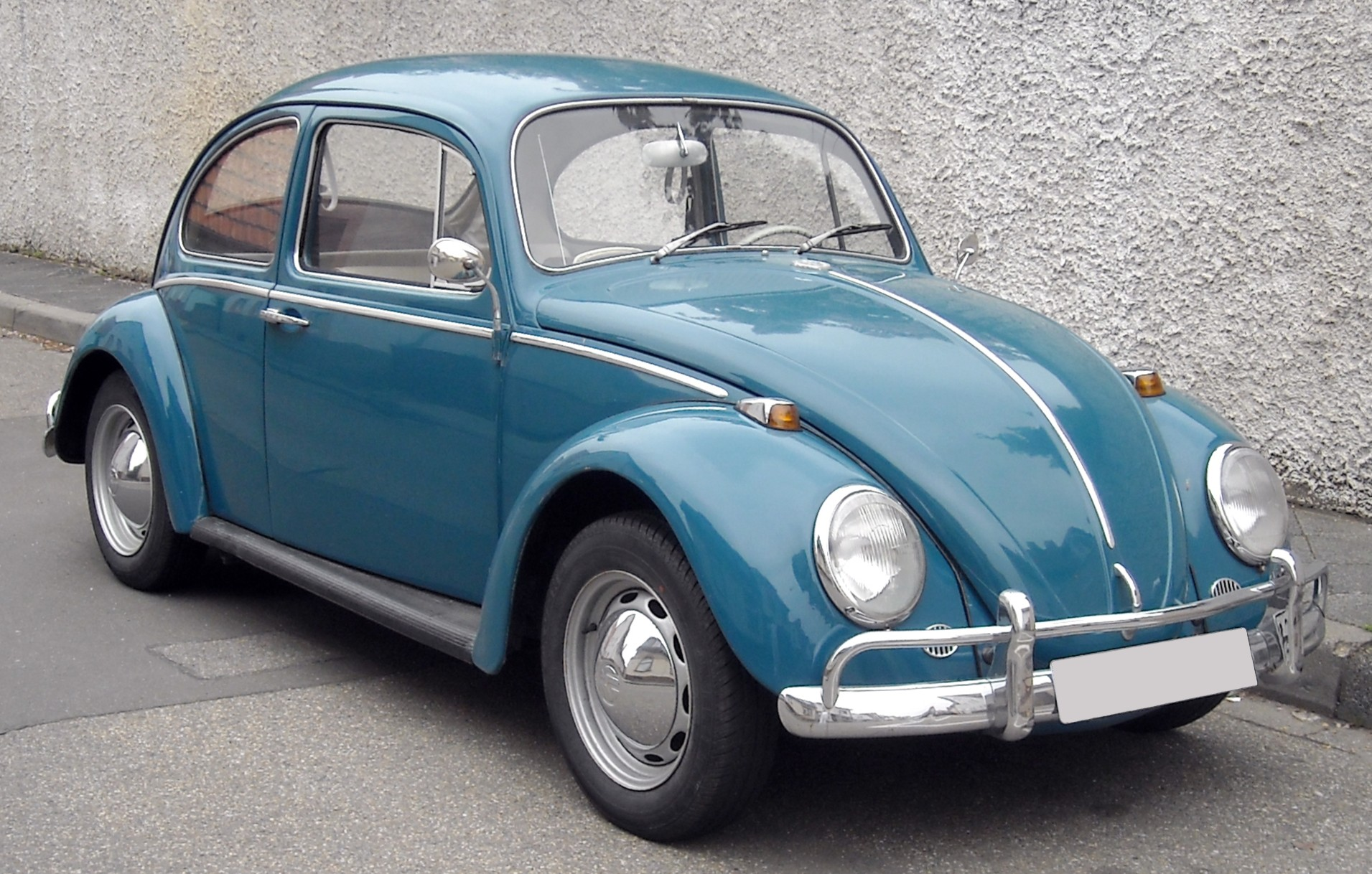
La Volkswagen Coccinelle: la voiture du peuple.

L'invention et surtout la démocratisation prodigieuse de l'automobile ont eu un impact majeur en matière d'aménagement du territoire. C'est une des inventions les plus importantes du XIXe siècle. C'est en 1769 que débute l'histoire de l'automobile, avec le premier véhicule qui se propulsait par lui-même,. Les tout premiers véhicules automobiles étaient propulsés à l'aide de chaudières à vapeur. La production d'automobiles gardera des proportions modestes pendant tout le long du XVIIIe siècle et jusque dans les années 1860. C'est alors qu'apparaît une invention qui révolutionnera le cours de l'histoire des transports : le moteur à explosion. Contrairement au moteur à vapeur, ce dernier permet de produire beaucoup d'énergie avec une quantité de combustible modeste. Les premiers moteurs à explosion furent mis au point par Étienne Lenoir, en 1859, qui se trouve également être le père du carburateur. Beau de Rochas améliorera ce système et le rendra commercialisable.
Dès lors, plus rien ne peut entraver la commercialisation et l'essor de l'automobile. À partir du début du XXe siècle, la recherche et les innovations techniques vont progresser rapidement, en Occident. Toutefois, la voiture automobile reste très chère. Elle est exclusivement réservée aux plus fortunés,. De plus, les routes sans revêtement ni signalisation s'avèrent très difficiles, voire dangereuses à pratiquer. C'est aux États-Unis que se fera le premier pas vers un véhicule démocratisé et accessible au plus grand nombre. En effet, en 1900, l'industriel américain Henry Ford lance la Ford T, la première automobile produite en série, qui sera produite à plus de 16 480 000 exemplaires. Cela aura pour conséquence de réduire sensiblement les coûts de construction, et donc, d'ouvrir de nouvelles possibilités à une classe qui, si elle n'est pas pauvre, n'est pas non plus riche. La démocratisation relative de l'automobile entraînera l'aménagement de nombreuses routes, dans les plus grandes agglomérations américaines. En Europe, il faudra attendre jusqu'en 1930, avec l'apparition des Volkswagen, et notamment de la Coccinelle, en 1938, pour permettre à la classe moyenne de posséder son véhicule particulier.

### L'autoroute

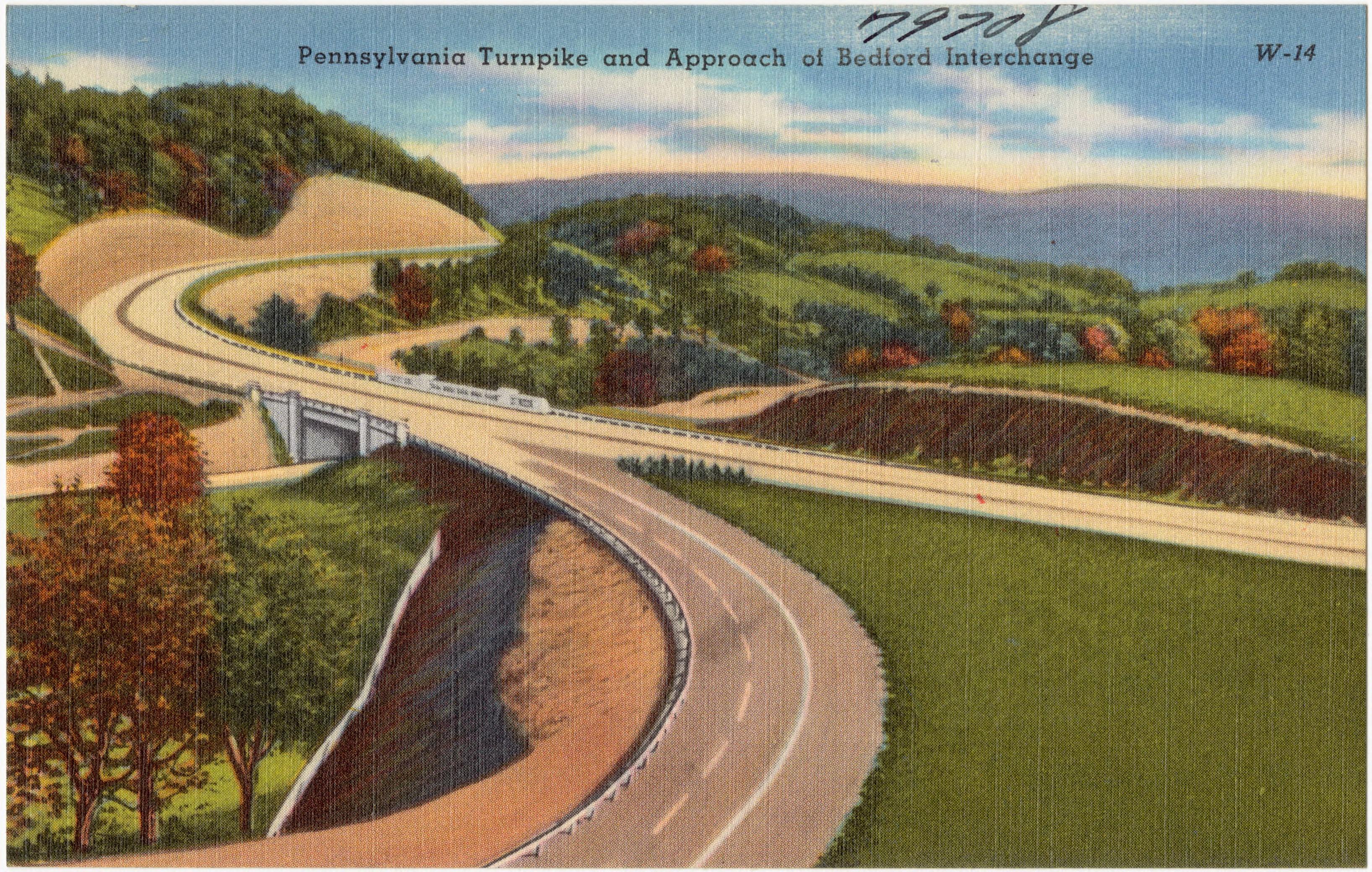
« Pennsylvania Turnpike and approach of Belford Interchange ». Tichnor Brothers collection. Autour de 1930-1945

Carte schématique de l'autoroute des Lacs en 1926.

En 1909 émerge en Allemagne le concept de route à voies séparées réservée à la circulation de véhicules rapides. Néanmoins, la première portion (soit 33 km entre Milan et Gallarate en Italie) de l'autoroute considérée comme la première au monde, est inaugurée en septembre 1923. Finalement, après 18 mois de travaux, cette autoroute sera longue de 49 kilomètres et reliera Milan et Varèse en Italie. Elle est considérée comme telle du fait de la présence d'un croisement de routes à niveaux séparés, nommé « échangeur » par son ingénieur Piero Puricelli. Cette autoroute devant relier Milan aux deux grands lacs, le lac de Côme et le lac Majeur, d'où son nom Autostrada dei Laghi (autoroute des Lacs), est terminée l'année suivante et atteint une longueur totale de 77 km.
Du fait de leur coût élevé, il est fréquent que l'État (voire plusieurs États unissant leurs ressources) finance les autoroutes. Des concessions à des sociétés privées existent également, comme les concessions de service public en France.
-

## Les routes auXXIesiècle
Le réseau routier semble tendre à se développer encore très rapidement, voire plus vite que jamais pour la première moitié du XXIe siècle. Environ deux milliards de véhicules pourraient rouler en 2030 selon Sperling (2009)]. 
Le bilan environnemental, sanitaire et socioéconomique du réseau routier et de ce type de mobilité est plus en plus discuté ; « Les routes conduisent-elles à la richesse ou à la ruine ? » s'interrogent Laurance & Burgués Arrea en octobre 2017 dans la revue Scieence ; alors que l'humanité vit dans les années 2010-2020 « l'ère la plus explosive de l'expansion des infrastructures routières » de son histoire,, et que de 2017 à 2020, en seulement 3 ans le linéaire routier couvert d'enrobé devraient encore doubler en Asie dans les pays en développement, et pourrait dans les 30 ans à venir encore s'allonger de 25 millions de kilomètres supplémentaire (plus de 600 fois le tour de la terre). 

Selon l'Agence internationale de l'énergie (2013) : de 2015 à 2050, 90 % de cette extension nouvelle concernera les pays dits émergents en zone tropicale et subtropicale notamment, et donc au cœur des écosystèmes émergés les plus diversifiés au monde : le réseau routier va donc encore fortement aggraver la destruction de milieux naturels et la fragmentation écopaysagère. 
En 2009  B. Flyvbjerg (économiste à l'Université d'oxford) déplorait  que les économistes négligent encore les estimations réelles des coûts et avantages des grands projets, dont les études faits a posteriori montrent qu’ils s’avèrent souvent bien en deçà de ce qu’avaient promis leurs promoteurs, avec souvent selon lui un bilan global négatif : absence de bénéfices réels et une« sous-estimation systématique des risques ». Selon Flyvbjerg cette situation résulte notamment d'études initiales coûts-bénéfices non-dignes de confiance, car les promoteurs répondent à des incitations perverses qui les encouragent à sous-estimer les coûts de leurs projets et à surestimer leurs avantages, ce qui explique les scandales régulièrement générés par les grands projets d’infrastructures. Les projets les plus attrayants sur papier sont souvent aussi ceux qui accumulent le plus de dépassements de coûts (et de retards parfois) quand ils se confrontent à la réalité ajoute Flyvbjerg, qui estime que le système de planification et de financement des infrastructures en est venu à favoriser la « la survie des projets plus inaptes » (avec des couts socioéconomiques et environnementaux toujours reportés sur les générations futures). L’auteur propose des solutions pour rendre ces projets plus efficients, ce qui nécessite qu’ils soient plus « démocratiques » ; mais il alerte aussi sur le fait  que le marché des infrastructures (presque saturé dans les pays riches) se déplace rapidement vers les économies émergentes qui risquent de subir les mêmes effets que les pays dits « riches ».
De nombreuses études laissent penser que faute d'études d'impacts préalables correctement réalisées, et faute de mesures compensatoires ou conservatoires effectives et suffisantes, les inconvénients des routes pourraient globalement dépasser les bénéfices qu’elles apportent ou pourraient apporter,,,.